# 6ix9ine
丹尼尔·埃尔南德斯（Daniel Hernandez，1996年5月8日 - ），艺名6ix9ine（发音同“six-nine”）或Tekashi69，美国饶舌歌手。他的音乐以咄咄逼人的演唱风格为标志，而他独特的彩虹色头发、丰富的纹身、与名人的公开矛盾以及法律问题也塑造了他具有争议的公众形象。
埃尔南德斯在纽约布鲁克林出生并长大，他在其首支单曲“Gummo”于2017年底发布后首次广为人知。这首歌成为了全美热门歌曲，在Billboard百强单曲榜上排名第12，并在获得美国白金认证后在商业上获得了进一步的成功。接着他在一年后发布了混音带《Day69》，其中包含的三首额外的单曲也在单曲百强榜上，而混音带本身则在Billboard二百强专辑榜上排名第四。
几个月之后，他发布了由妮琪·米娜和Murda Beatz客串的单曲“Fefe”，其在百强单曲榜中排名第三，并成为他的首张专辑《Dummy Boy》的先行曲。尽管普遍存在负面评价，但这张专辑仍在二百强专辑榜上排名第二。
埃尔南德斯直言不讳的公众形象和他的法律问题引起了媒体广泛关注。他因在社交媒体上的行为及与其他名人的不和而经常引起争议。2015年，他对与儿童发生性行为的重罪指控表示认罪，并被判处四年缓刑和1000小时社区服务。2018年，他因敲诈勒索、持有武器和毒品而被捕，他于2019年对此表示认罪，并可能被判处47年监禁，其後他於2019年12月轉做污點證人而獲得緩刑。原定在2020年8月出獄的他以「自身抵抗力弱」為由已於2020年4月2日出獄。隨後6月12日，他發布了由妮姬·米娜合作的單曲「TROLLZ」，其在告示牌百大單曲榜中空降冠軍單曲，成為史上第40首空降冠軍的單曲。為6ix9ine職業生涯第一首告示牌百大單曲榜冠單。

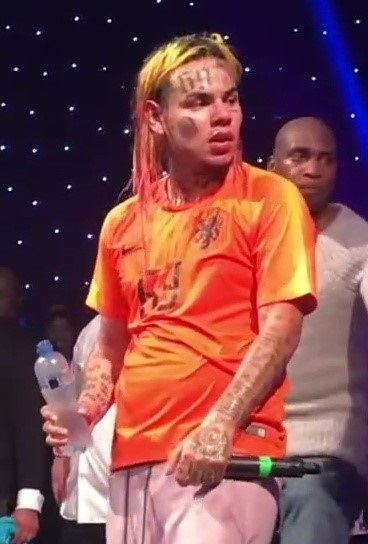
赫爾南德斯在荷蘭阿姆斯特丹的演唱會演出

## 早年生活
丹尼爾·埃尔南德斯于1996年5月8日出生在紐約市布魯克林區布什威克，父親和母親分別來自墨西哥普埃布拉州阿特利斯科和波多黎各。埃尔南德斯一直操西班牙語长大。
埃尔南德斯和他的哥哥由父母二人撫養，直到他13歲时父親在家门口附近被槍殺。谋杀案发生后，埃尔南德斯因抑郁症和创伤后应激障碍住院治疗。此外，埃尔南德斯也患有哮喘。埃尔南德斯因父亲的去世而产生情绪障碍并因此做出出格行为，最后因为不良行为在八年级时被学校开除。他没有继续接受教育，而是开始从事各种工作，如在餐館打杂，以在经济上帮助他的母亲。埃尔南德斯还通过贩毒来增加收入，最值得一提的是他在布鲁克林当地的一家酒店工作期间，在街上贩卖大麻和海洛因。他最终因犯罪活动被捕，并被判在赖克斯岛（Rikers Island）入狱服刑，在那里他开始接触血帮的狱中团体Nine Trey Gangsters。埃尔南德斯在2014年作为饶舌歌手开始了他的音乐生涯，发行了诸如“69”和“Scumlife”等歌曲。他的其它早期歌曲已被YouTube删除。

## 唱片
录音室专辑
- 《Dummy Boy》(2018年)
- 《TattleTales》(2020年)

## 巡演
- World Domination Tour (2018年)